# Orfani di Achmatova
Gli orfani di Achmatova (in russo: Ахматовские сироты) furono un gruppo di poeti russi riuniti come seguaci attorno alla poetessa Anna Andreevna Achmatova. Quest'ultima li identificava come il suo "coro magico", ma, dopo la morte della poetessa, furono noti come "orfani di Achmatova". Facevano parte del gruppo Iosif Aleksandrovič Brodskij (Premio Nobel per la letteratura), Yevgeny Rein, Anatoly Naiman e Dmitri Bobyshev.